# V491 Возничего
V491 Возничего (лат. V491 Aurigae) — одиночная переменная звезда в созвездии Возничего на расстоянии (вычисленном из значения параллакса) приблизительно 3583 световых лет (около 1099 парсеков) от Солнца. Видимая звёздная величина звезды — от +11,4m до +10,5m.

## Характеристики
V491 Возничего — красная пульсирующая медленная неправильная переменная звезда (LB:) спектрального класса M. Эффективная температура — около 3297 K.